# Stěbořice
Stěbořice (1869–1880 Stebořice, 1890 Štebořice; německy Stiebrowitz, polsky Ścieborzyce) jsou obec ležící v okrese Opava. Má přibližně 1 500 obyvatel a katastrální území obce má rozlohu 1776 ha.
Ve vzdálenosti 8 km východně leží statutární město Opava, 15 km východně město Kravaře, 18 km severozápadně město Krnov a 19 km jižně město Vítkov. Oblast patří historicky do opavského Slezska.

## Části obce
- Stěbořice (k. ú. Stěbořice)
- Jamnice (k. ú. Jamnice)
- Nový Dvůr (k. ú. Nový Dvůr u Opavy) včetně osady Březová.

## Název
Na vesnici bylo přeneseno původní pojmenování jejích obyvatel, které zřejmě znělo Stibořici, bylo odvozeno od osobního jména Stibor (mladší podoby původního Mstibor nebo Čstibor) a znamenalo "Stiborovi lidé". Z roku 1228 je doloženo ojedinělé Zděbořice, které patrně vzniklo tak, že osobní jméno Sdebor, které by bylo jeho základem, mělo variantu Zdibor, která se zaměňovala se jménem Stibor. Protože na konci první části složených osobních jmen kolísala samohláska mezi i a ě (např. Sudimír/Suděmír), kolisají i v zápisech jména vesnice tvary Stibořice a Stěbořice, a to až do konce 19. století. Podoba Stěbořice byla jako úřední stanovena v roce 1924.

## Historie
Ve Stěbořicích byly nalezeny doklady starého osídlení. V lese nazývaném Háj bylo v roce 1896 objeveno slovanské pohřebiště z období Velkomoravské říše. První písemná zmínka o obci Stěbořice pochází z roku 1220, kdy král Přemysl Otakar I. potvrdil jejich držbu cisterciáckému klášteru, jenž sídlil na místě dnešního Velehradu. V roce 1589 bylo stěbořické panství prodáno rodu Bruntálských z Vrbna, kteří jej drželi v léně již delší dobu. Roku 1617 kupuje stěbořské panství Karel ze Strassolda a sňatkem jeho dcery Anny Kateřiny s Leonhardem z Neuhaus se kolem roku 1637 panství dostává do rukou rodu von Neuhausů. V roce 1729 kupuje Stěbořice s okolním panstvím Jan Antonín Pino z Friedenthalu. V letech 1770 až 1778 probíhaly v okolí obce selské bouře. Posledními majiteli panství až do roku 1945 byl rod Janottů. Jindřich Janotta byl za hospodářské zásluhy povýšen roku 1918 do šlechtického stavu a zemřel roku 1944 ve Stěbořicích. Jeho dcera Markéta žila svobodná na stěbořském zámku a v roce 1945 byla vyhnána.
První zmínka o osadě Jamnice je z roku 1250. Obec Nový Dvůr vznikla v 17. století, poprvé je v roce 1617 připomínán panský hospodářský dvůr. Později byl postaven malý zámek, který byl pozdějších letech pseudorenesančně přestavěn.

## Pamětihodnosti
- Arboretum Nový Dvůr - Nový Dvůr 29
- Zámek (Stěbořice)
- Kostel Narození Panny Marie - Stěbořice
- rozhledna Šibenice

## Galerie

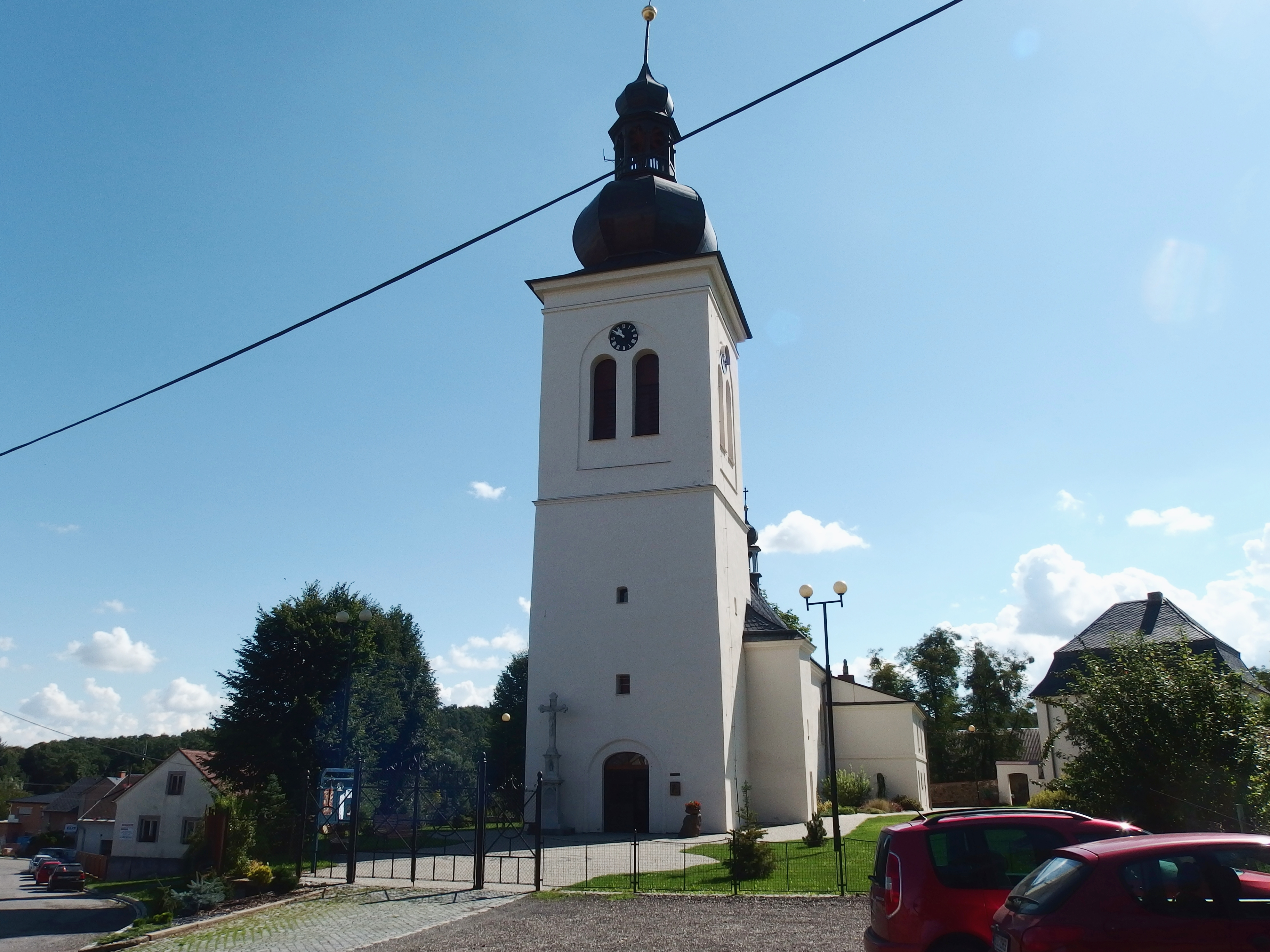
Kostel Narození Panny Marie
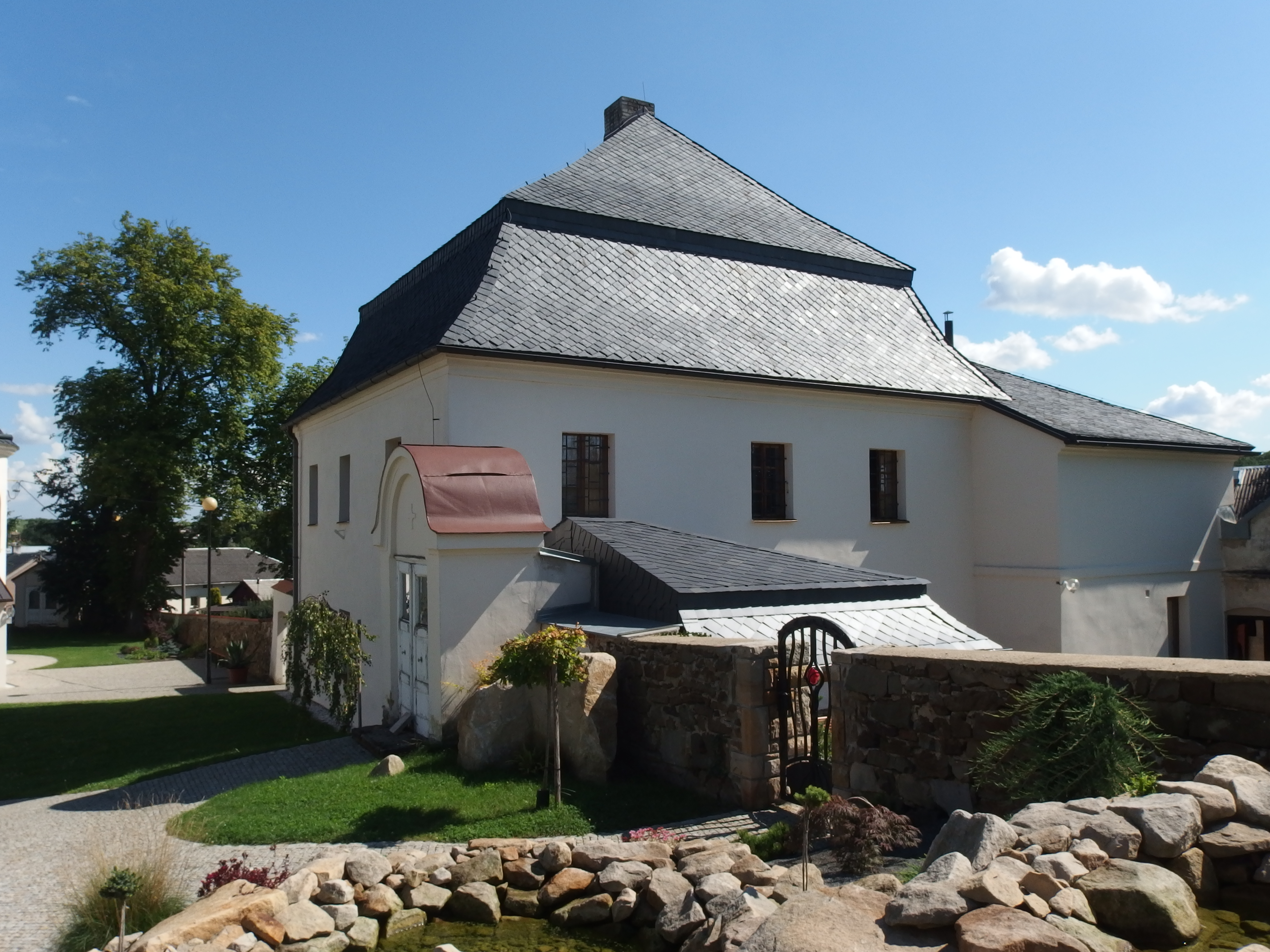
Fara
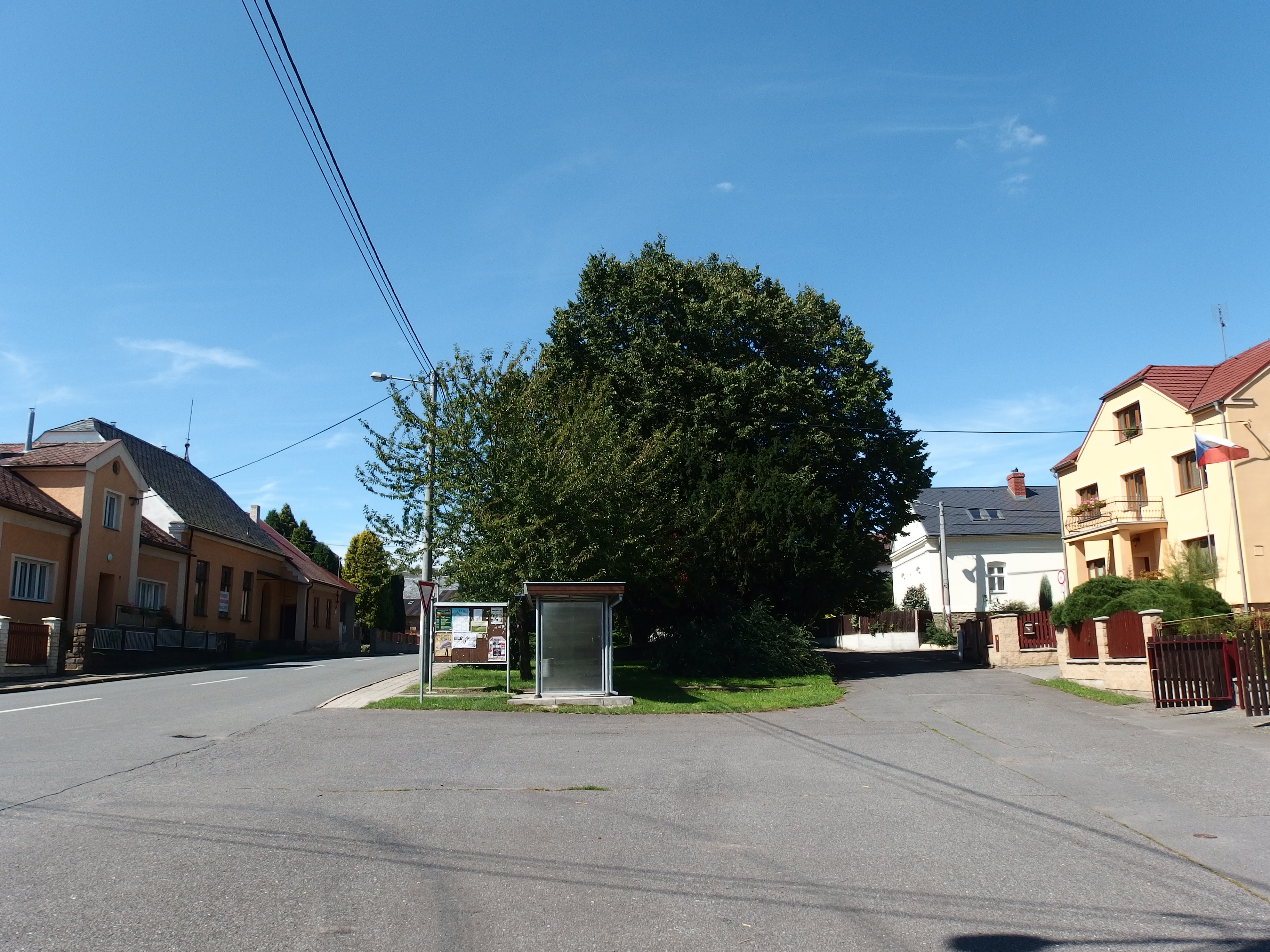
Náves
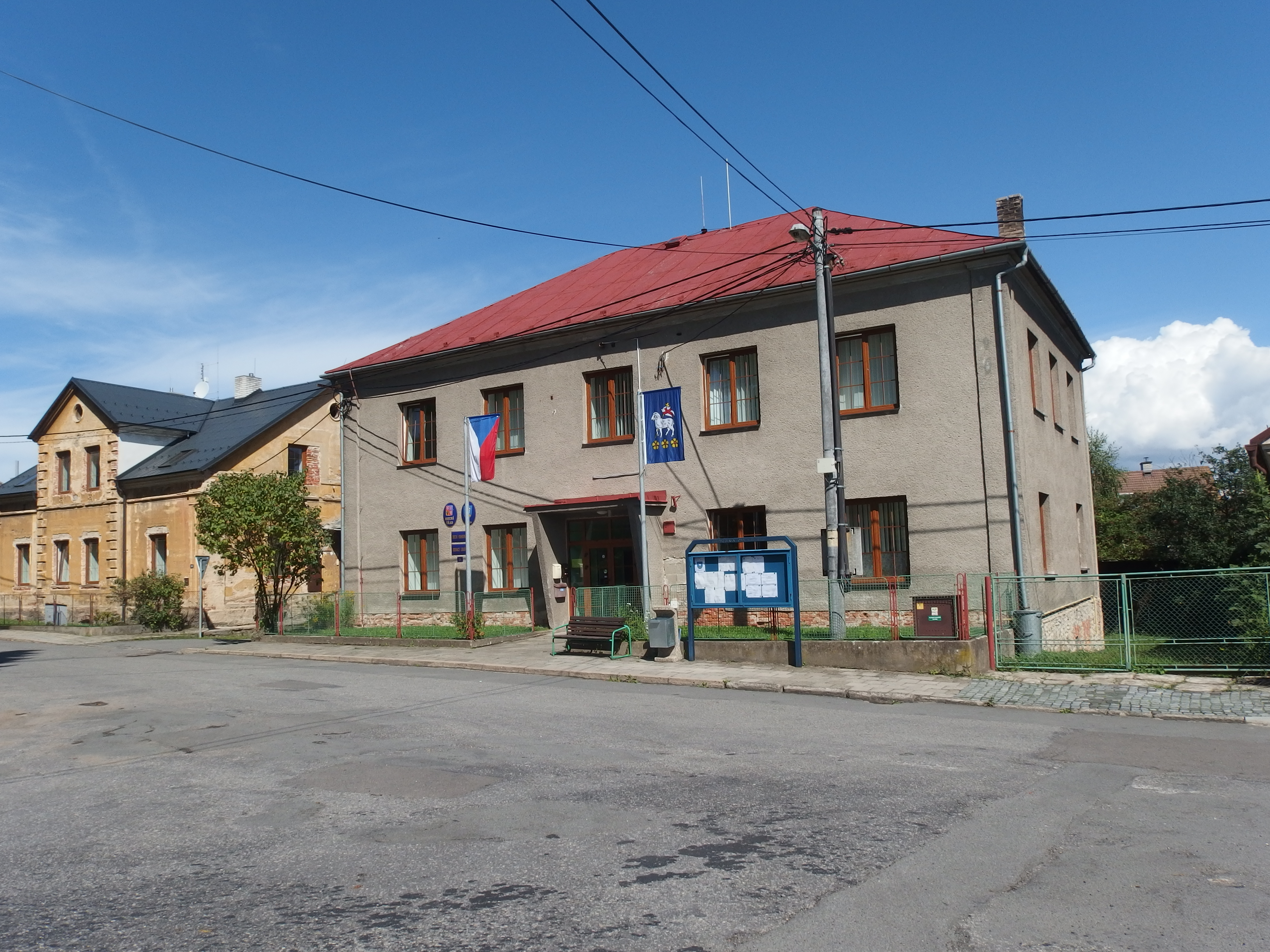
Obecní úřad

## Významní rodáci a osobnosti spjaté s obcí
- Eustach Bittner - numismatik a muzejní pracovník
- Ludvík Ochrana - kněz a buditel
- Karel Kostera